# Lars Elstrup
Lars Elstrup (Råby, 24 marzo 1963) è un ex calciatore danese, di ruolo attaccante. Con la Danimarca si è laureato campione d'Europa nel 1992.

## Carriera

### Club
Cominciò la sua carriera professionistica nel 1981 allo Randers, giocando 4 campionati e, dopo una parentesi al Brøndby, nel 1986 si trasferì nei Paesi Bassi, al Feyenoord, dove restò fino al 1988. Tornato in patria, militò nell'Odense nel 1988-1989 e nel 1991-1993, trascorrendo il biennio 1989-1991 nel Luton Town, in Inghilterra.

### Nazionale
Giocò 34 partite con la Nazionale danese tra il 1988 e il 1993, segnando 13 reti e vincendo il Campionato europeo di calcio 1992 (in cui realizzò la rete del decisivo 2-1 ai gironi contro la Francia).

## Dopo il ritiro
Dopo aver appeso le scarpe al chiodo a soli trent'anni, a causa delle «troppe aspettative nei suoi confronti» che gli «avevano tolto energia positiva», aderì a una setta spirituale - da cui fu successivamente espulso - e cambiò il suo nome in Darando, cioè "fiume che scorre". Negli anni successivi fu arrestato due volte: nel 1994 per atti osceni in luogo pubblico e in seguito per aggressione.
Dopo aver tentato il suicidio, nel 2000 affermò di essere completamente guarito e si trasferì a Vissenbjerg vivendo per molti anni lontano dai riflettori. Il 26 agosto 2016, durante la partita tra Randers e Silkeborg della Superliga danese, suscitò scandalo per aver effettuato un'invasione di campo completamente nudo.

## Statistiche

### Cronologia presenze e reti in nazionale
| Cronologia completa delle presenze e delle reti in nazionale ― Danimarca | Cronologia completa delle presenze e delle reti in nazionale ― Danimarca | Cronologia completa delle presenze e delle reti in nazionale ― Danimarca | Cronologia completa delle presenze e delle reti in nazionale ― Danimarca | Cronologia completa delle presenze e delle reti in nazionale ― Danimarca | Cronologia completa delle presenze e delle reti in nazionale ― Danimarca | Cronologia completa delle presenze e delle reti in nazionale ― Danimarca | Cronologia completa delle presenze e delle reti in nazionale ― Danimarca |
| Data                                                                     | Città                                                                    | In casa                                                                  | Risultato                                                                | Ospiti                                                                   | Competizione                                                             | Reti                                                                     | Note                                                                     |
| ------------------------------------------------------------------------ | ------------------------------------------------------------------------ | ------------------------------------------------------------------------ | ------------------------------------------------------------------------ | ------------------------------------------------------------------------ | ------------------------------------------------------------------------ | ------------------------------------------------------------------------ | ------------------------------------------------------------------------ |
| 31-8-1988                                                                | Stoccolma                                                                | Svezia                                                                   | 1 – 2                                                                    | Danimarca                                                                | Amichevole                                                               | 2                                                                        | 77’                                                                      |
| 14-9-1988                                                                | Londra                                                                   | Inghilterra                                                              | 1 – 0                                                                    | Danimarca                                                                | Amichevole                                                               | -                                                                        |                                                                          |
| 28-9-1988                                                                | Copenaghen                                                               | Danimarca                                                                | 1 – 0                                                                    | Islanda                                                                  | Amichevole                                                               | -                                                                        |                                                                          |
| 19-10-1988                                                               | Amarousio                                                                | Grecia                                                                   | 1 – 1                                                                    | Danimarca                                                                | Qual. Mondiali 1990                                                      | -                                                                        | 75’                                                                      |
| 2-11-1988                                                                | Copenaghen                                                               | Danimarca                                                                | 1 – 1                                                                    | Bulgaria                                                                 | Qual. Mondiali 1990                                                      | 1                                                                        |                                                                          |
| 8-2-1989                                                                 | Ta' Qali                                                                 | Malta                                                                    | 0 – 2                                                                    | Danimarca                                                                | Amichevole                                                               | 1                                                                        |                                                                          |
| 10-2-1989                                                                | Ta' Qali                                                                 | Finlandia                                                                | 0 – 0                                                                    | Danimarca                                                                | Amichevole                                                               | -                                                                        | 68’                                                                      |
| 12-2-1989                                                                | Ta' Qali                                                                 | Algeria                                                                  | 0 – 0                                                                    | Danimarca                                                                | Amichevole                                                               | -                                                                        | 70’                                                                      |
| 12-4-1989                                                                | Aalborg                                                                  | Danimarca                                                                | 2 – 0                                                                    | Canada                                                                   | Amichevole                                                               | 1                                                                        |                                                                          |
| 7-6-1989                                                                 | Copenaghen                                                               | Danimarca                                                                | 1 – 1                                                                    | Inghilterra                                                              | Amichevole                                                               | 1                                                                        |                                                                          |
| 14-6-1989                                                                | Copenaghen                                                               | Danimarca                                                                | 6 – 0                                                                    | Svezia                                                                   | Amichevole                                                               | 2                                                                        |                                                                          |
| 18-6-1989                                                                | Copenaghen                                                               | Danimarca                                                                | 4 – 0                                                                    | Brasile                                                                  | Amichevole                                                               | -                                                                        |                                                                          |
| 23-8-1989                                                                | Bruges                                                                   | Belgio                                                                   | 3 – 0                                                                    | Danimarca                                                                | Amichevole                                                               | -                                                                        | 82’                                                                      |
| 15-11-1989                                                               | Bucarest                                                                 | Romania                                                                  | 3 – 1                                                                    | Danimarca                                                                | Qual. Mondiali 1990                                                      | -                                                                        | 67’                                                                      |
| 10-10-1990                                                               | Copenaghen                                                               | Danimarca                                                                | 4 – 1                                                                    | Fær Øer                                                                  | Qual. Euro 1992                                                          | 1                                                                        | 73’                                                                      |
| 17-10-1990                                                               | Belfast                                                                  | Irlanda del Nord                                                         | 1 – 1                                                                    | Danimarca                                                                | Qual. Euro 1992                                                          | -                                                                        | 70’                                                                      |
| 14-11-1990                                                               | Copenaghen                                                               | Danimarca                                                                | 0 – 2                                                                    | Jugoslavia                                                               | Qual. Euro 1992                                                          | -                                                                        | 72’                                                                      |
| 9-4-1991                                                                 | Odense                                                                   | Danimarca                                                                | 1 – 1                                                                    | Bulgaria                                                                 | Amichevole                                                               | -                                                                        | 63’                                                                      |
| 25-9-1991                                                                | Landskrona                                                               | Fær Øer                                                                  | 0 – 4                                                                    | Danimarca                                                                | Qual. Euro 1992                                                          | -                                                                        | 69’                                                                      |
| 9-10-1991                                                                | Vienna                                                                   | Austria                                                                  | 0 – 3                                                                    | Danimarca                                                                | Qual. Euro 1992                                                          | -                                                                        |                                                                          |
| 13-11-1991                                                               | Odense                                                                   | Danimarca                                                                | 2 – 1                                                                    | Irlanda del Nord                                                         | Qual. Euro 1992                                                          | -                                                                        | 51’                                                                      |
| 8-4-1992                                                                 | Ankara                                                                   | Turchia                                                                  | 2 – 1                                                                    | Danimarca                                                                | Amichevole                                                               | 1                                                                        | 72’                                                                      |
| 29-4-1992                                                                | Aarhus                                                                   | Danimarca                                                                | 1 – 0                                                                    | Norvegia                                                                 | Amichevole                                                               | 1                                                                        |                                                                          |
| 17-6-1992                                                                | Malmö                                                                    | Danimarca                                                                | 2 – 1                                                                    | Francia                                                                  | Euro 1992 - 1º turno                                                     | 1                                                                        | 69’                                                                      |
| 22-6-1992                                                                | Göteborg                                                                 | Danimarca                                                                | 2 – 2 dts (5 – 4 dtr)                                                    | Paesi Bassi                                                              | Euro 1992 - Semifinale                                                   | -                                                                        | 57’                                                                      |
| 26-8-1992                                                                | Riga                                                                     | Lettonia                                                                 | 0 – 0                                                                    | Danimarca                                                                | Qual. Mondiali 1994                                                      | -                                                                        | 46’                                                                      |
| 9-9-1992                                                                 | Copenaghen                                                               | Danimarca                                                                | 1 – 2                                                                    | Svizzera                                                                 | Amichevole                                                               | 1                                                                        |                                                                          |
| 23-9-1992                                                                | Vilnius                                                                  | Lituania                                                                 | 0 – 0                                                                    | Danimarca                                                                | Qual. Mondiali 1994                                                      | -                                                                        |                                                                          |
| 18-11-1992                                                               | Belfast                                                                  | Irlanda del Nord                                                         | 0 – 1                                                                    | Danimarca                                                                | Qual. Mondiali 1994                                                      | -                                                                        |                                                                          |
| 30-1-1993                                                                | Tempe                                                                    | Stati Uniti                                                              | 2 – 2                                                                    | Danimarca                                                                | Amichevole                                                               | -                                                                        |                                                                          |
| 24-2-1993                                                                | Mar del Plata                                                            | Argentina                                                                | 1 – 1                                                                    | Danimarca                                                                | Amichevole                                                               | -                                                                        |                                                                          |
| 31-3-1993                                                                | Copenaghen                                                               | Danimarca                                                                | 1 – 0                                                                    | Spagna                                                                   | Qual. Mondiali 1994                                                      | -                                                                        |                                                                          |
| 14-4-1993                                                                | Copenaghen                                                               | Danimarca                                                                | 2 – 0                                                                    | Lettonia                                                                 | Qual. Mondiali 1994                                                      | -                                                                        |                                                                          |
| 28-4-1993                                                                | Dublino                                                                  | Irlanda                                                                  | 1 – 1                                                                    | Danimarca                                                                | Qual. Mondiali 1994                                                      | -                                                                        |                                                                          |
| Totale                                                                   |                                                                          | Presenze                                                                 | 34                                                                       |                                                                          | Reti                                                                     | 13                                                                       |                                                                          |

## Palmarès

### Club
- Campionato danese: 1

Odense: 1989

### Nazionale
- Campionato d'Europa: 1

Svezia 1992